# Municipio de Farmington (condado de Republic)
El municipio de Farmington (en inglés: Farmington Township) es un municipio ubicado en el condado de Republic en el estado estadounidense de Kansas. En el año 2010 tenía una población de 61 habitantes y una densidad poblacional de 0,66 personas por km².

## Geografía
El municipio de Farmington se encuentra ubicado en las coordenadas 39°52′20″N 97°25′25″O / 39.87222, -97.42361. Según la Oficina del Censo de los Estados Unidos, el municipio tiene una superficie total de 92.86 km², de la cual 92,69 km² corresponden a tierra firme y (0,18 %) 0,17 km² es agua.

## Demografía
Según el censo de 2010, había 61 personas residiendo en el municipio de Farmington. La densidad de población era de 0,66 hab./km². De los 61 habitantes, el municipio de Farmington estaba compuesto por el 98,36 % blancos y el 1,64 % eran de una mezcla de razas. Del total de la población el 0 % eran hispanos o latinos de cualquier raza.